# Lordiphosa fenestrarum
Lordiphosa fenestrarum – gatunek muchówki z rodziny wywilżnowatych i podrodziny Drosophilinae.
Gatunek ten opisany został w 1823 roku przez Carla Fredrika Falléna jako Drosophila fenestrarum.
Muchówka o ciele długości około 2 mm. Na głowie para szczecinek orbitalnych skierowanych w tył jest znacznie cieńsza niż ich para skierowana w przód. Listewka twarzowa wykształcona jest tylko w górnej części twarzy. Barwa głaszczków jest żółta u samca i brązowawa u samicy. Chetotaksję tułowia cechują cztery rzędy szczecinek środkowych grzbietu w przedniej części śródplecza oraz spośród trzech górnych par szczecinek sternopleuralnych przednia najkrótsza, a tylna najdłuższa. Użyłkowanie skrzydła odznacza się żyłką subkostalną bez sierpowatego zakrzywienia za żyłką barkową, tylną komórką bazalną zlaną z komórką dyskoidalną oraz wierzchołkowym odcinkiem żyłki medialnej M1+2 nie dłuższym niż trzykrotność odcinka tej żyłki między żyłkami poprzecznymi przednią i tylną. Samica ma żółty odwłok z ciemnymi przepaskami na tylnych krawędziach tergitów. Samiec ma czarny odwłok i czarne, bardzo duże, ku szczytom zwężone, pozbawione grzebienia ząbków edyty.
Owad znany z Portugalii, Hiszpanii, Andory, Wielkiej Brytanii, Francji, Belgii, Holandii, Niemiec, Danii, Szwecji, Norwegii, Finalandii, Szwajcarii, Austrii, Włoch, Polski, Łotwy, Czech, Słowacji, Węgier, Bośni i Hercegowiny, Serbii, Czarnogóry, Ukrainy, Rumunii, Bułgarii, Makaronezji, europejskiej części Rosji i wschodniej Palearktyki.